# 民族联盟党
民族联盟党是加拿大的第一个以华人为主导的政党，目前由陈卫平领导。宗旨是“各民族團結平等”。该政党已于2007年得到了不列颠哥伦比亚选委会（Elections BC）的承认，並於2012年解散。

## 外部連結
- 民族联盟党官方网站 （页面存档备份，存于）